# Ophiuche indentata
Ophiuche indentata är en fjärilsart som beskrevs av Paul Dognin 1914. Ophiuche indentata ingår i släktet Ophiuche och familjen nattflyn. Inga underarter finns listade i Catalogue of Life.